# اعصام الحق قريشي
اعصام الحق قريشي (بالإنجليزية: Aisam-ul-Haq Qureshi) مواليد 17 مارس 1980 في لاهور، باكستان، هو لاعب كرة مضرب باكستاني وأفضل لاعب تنس في باكستان حالياً، بدأ مسيرته كمحترف عام 1998.

## نهائيات الجراند سلام

### زوجي الرجال
| اللقب | السنة | البطولة         | السطح | الشريك       | الخصوم               | النتيجة في النهائي |
| وصيف  | 2010  | أمريكا المفتوحة | صلب   | روهان بوبانا | بوب براين مايك براين | 6–7(5–7), 6–7(4–7) |

## وصلات خارجية
- اعصام الحق قريشي على موقع رابطة محترفي التنس (الإنجليزية)
- اعصام الحق قريشي على موقع الاتحاد الدولي لكرة المضرب (الإنجليزية)
- اعصام الحق قريشي على موقع كأس ديفيز (الإنجليزية)
- اعصام الحق قريشي على موقع خلاصة التنس.كوم (الإنجليزية)
- اعصام الحق قريشي على موقع إي إس بي إن.كوم (الإنجليزية)
- اعصام الحق قريشي على موقع اتحاد ألعاب الكومنولث (مؤرشف) (الإنجليزية)

- صفحة اعصام الحق قريشي على موقع رابطة محترفي كرة المضرب